# NHK 위성 제2텔레비전
NHK 위성 제2텔레비전은 NHK의 위성방송국 중 하나이며 약칭은 BS2이다.

## 개요
- 1984년 5월 지상파방송 난시청해소 목적등을 이유로 시범적으로 개국했으며 원래는 2개 채널을 이용한 지상파 시차방송으로 계획되었다.(정식적으로 개국한 때는 1989년 6월 1일이다.)
  - 그러나, 당시 발사된 위성 「2호 a」가 발사 직후 중계기 1대와 예비기가 고장나는 바람에 1개 채널밖에 방송하지 못했으며 이 문제는 1985년 「2호 b」가 발사되면서 해결되었다.
- 1987년 7월부터 지상파 동시방송 역할을 위성 제1텔레비전에 넘기면서 독자적인 편성을 하기 시작한다.
  - 주로 방송하는 프로그램은 일본 내외의 뉴스(BS뉴스 센터 독자 제작. 다만 정치·황실 관련 특설 뉴스는 종합 텔레비전과 동시방송하는 경우도 있다),스포츠중계,다큐멘터리(국제 정세나 스포츠에 관한 내용)를 방송한다.

## 연혁
- 1985년　시험 방송 개시
  - 1984년 교육 텔레비전 시차 방송국(난시청지역 대책)으로 개국할 예정이었지만 방송위성「2호 a」의 중계기 3대중 2대가 고장나 1년 정도 늦게 개국.
- 1987년 6월 위성 제1텔레비전 독자 편성 이행에 수반해 종합·교육텔레비전과의 혼합 시차 편성이 된다.
- 1989년 6월 1일　본방송 개시
  - 채널의 독자성을 명확하게 하기 위해 엔터테인먼트(영화, 연극, 콘서트등)를 중심으로 한 프로그램을 방송하게 된다. 하지만 지상파방송 시차 편성도 계속하게 된다.
  - 그리고 인공위성 BSAT-1을 통해 방송하기 전까지(1997년 8월 1일) 매년 2월에서 4월까지, 또 8월부터 10월까지 일부시기에는 방송위성이 지구측으로 들어가 태양전지를 사용할 수 없는 상태가 되어서 새벽 0시 30분에서 4시 30분까지 방송을 중단했으며 초기는 19시간, 후에는 20시간 방송만 했으며 또, 1년에 1회에서 3회정도 부정기적으로 방송위성이 달측으로 들어가 태양전지를 사용할 수 없는 상태가 되어서 1시간에서 4시간정도 방송을 중단할 때가 있었다.
- 2000년 12월 1일　디지털 위성 제2텔레비전 방송 개시
  - BS아날로그 방송 정지까지의 잠정 조치로서 BS아날로그 방송과 같은내용의 방송을 실시한다.NHK에서는 장래적인BS 위성방송의 완전 디지털화라는 목표를 실현할 수 있는 방송국이라고 여기고 있다. 참고로 모든 디지털 위성방송국은 외부사업자에게 방송송신을 위탁하고 있다.
- 2002년 NHK측이 한국측에 공지를 통해 유선방송이나 케이블을 통한 BS방송의 재송출 금지를 요청.
- 2007년 11월 1일 아날로그 방송국(JO22-BS-TV) 폐국과 동시에 방송송출권을 위탁 방송사업자에게 이행
- 2008년 5월 1일　아날로그 BS 방송에 표시되는「BS2」마크 아래에 「아날로그」 표시를 추가
- 2011년 3월 11일 토호쿠대지진이 발생하자 처음에는 종합 텔레비전을 동시방송하다 시간이 지나 교육 텔레비전에서 방송하는 안부 정보 프로그램을 방송하면서 BS2 자체 편성을 중단했다.
  - 그 뒤 3월 14일부터 3월 18일까지는 교육 텔레비전에서 방송하는 프로그램(일부 일반 프로그램 포함)도 방송하였으며[1] 3월 19일 오전 5시[2]부터 다시 평소대로 방송을 재개한다.
- 2011년 3월 31일  이 날 오전 12시 3분(정확히는 2011년 4월 1일 0시 3분)을 기해 NHK 위성 제2텔레비전 방송 종료.
- 2011년 4월 1일　이 날 오전 5시 59분 사진 파노라마 후 오전 6시 개편 특별 생방송 시작과 함께 같이 종료한 BShi와 같이 통합되면서「NHK BS 프리미엄」 방송 개시
- 2011년 7월 24일 아날로그 「NHK BS 프리미엄」방송 종료.
- 2018년 1월 14일  방송 해상도가 1440×1080으로 하락.

## 방송프로그램 (기본)
- NHK 뉴스 (매일 낮 12시)
- NHK 뉴스 7 (매일 저녁 7시)

## 방송채널
※2011년 3월 31일 폐국시점
- 디지털 방송 BS-102 ch(리모콘 키 ID2)
- 아날로그 방송 BS-11ch

※덧붙여 당초 BS 아날로그 방송에서는 제1텔레비전에서 BS-11ch, 제2텔레비전에서 BS-15ch를 사용할 예정이었다.

### 아날로그 중계국
- 오가사와라 제도 지치지마섬　VHF 10ch(10w)
- 오가사와라 제도 하하지마섬　VHF 12ch(1 w)
- 미나미다이토섬　VHF 6ch(100w)

※오가사와라 제도에서는 NHK 위성 제2, 제1 텔레비전과는 다른 통신위성을 사용해, 간토 광역권과 도쿄도 권역 지상파 텔레비전 방송(종합 텔레비전, 교육 텔레비전,민영방송 5국, TOKYO MX)이 재발송신 되었다.
※다이토 제도에서는 현재 NHK 위성 제2, 제1 텔레비전과는 다른 통신위성을 사용해, 간토 광역권의 지상파 텔레비전 방송국중, 종합 텔레비전, 교육 텔레비전과 민영방송국 TBS, 후지 TV, TV 아사히가 재발송신 되고 있었으나, 2011년 7월부터 지상파 디지털TV 중계국을 개설함에 따라 오키나와 현에 있는 민영 텔레비전 방송을 시청할 수 있게 되었다.